# La Viña (Salta)
 (mars 2018).
Si vous disposez d'ouvrages ou d'articles de référence ou si vous connaissez des sites web de qualité traitant du thème abordé ici, merci de compléter l'article en donnant les références utiles à sa vérifiabilité et en les liant à la section « Notes et références ».
La Viña est une petite ville d'Argentine située dans la province de Salta. Elle est le chef-lieu du département de La Viña. Elle se trouve à plus ou moins 85 km au sud de la ville de Salta, à mi-chemin entre cette dernière et Cafayate. Construite à cinq kilomètres à l'ouest du río Guachiapas (cours supérieur du río Salado del Norte), elle se trouve à plus ou moins 10 kilomètres au sud-est du grand lac de Cabra Corral.
Son nom est lié aux vignobles que les jésuites, semble-t-il, implantèrent dans la région dès la fin du XVIe siècle.
- Population : 1 667 habitants en 2001, soit 34,8 % de hausse par rapport aux 1 237 de 1991.

- Production de la zone : piments, ail, oignons, élevage bovin, ovin, caprin.

## Accès - liaisons
La ville est située au kilomètre 101 de la Route nationale 68. Elle est connectée au réseau ferré du chemin de fer General Manuel Belgrano, qui la relie facilement avec le sud bolivien, le nord chilien et aussi vers l'est, avec le port de Barranqueras (Resistencia) sur le río Paraná.

## Tourisme
La ville, située dans une zone montagneuse, est très pittoresque. Elle possède un patrimoine historique intéressant : l'église du début du XIXe siècle est riche en argenterie et possède des trésors de l'époque coloniale dont un Christ de l'école de Cuzco. À noter aussi, l'ancienne place d'Armes et un vieux moulin hydraulique à visiter. Pour les amateurs, il y a une série d'excursions intéressantes à faire dans les montagnes et vallées situées à l'ouest de la localité.

## Divers
Les températures en hiver peuvent descendre aux environs de 0 °C.
Il y a des bus (collectivos) pour Salta (tarif 2006 fort bon marché: 5 pesos soit 1,3 euro au cours officiel pour une distance de 85 km).